# Saison WNBA 2014
Navigation
Saison 2013 Saison 2015
La saison WNBA 2014 est la dix-huitième saison de la Women's National Basketball Association (WNBA). 

## Principaux événements

### Draft
La draft WNBA 2014 se tient le 14 avril 2014 à Bristol dans le Connecticut, Chiney Ogwumike étant la première choisie, deux ans après sa sœur Nneka.

## Compétition

### Saison régulière

#### Classements
V = victoires, D = défaites, PCT = pourcentage de victoires, GB = retard (en nombre de matchs)
| Équipe                | V  | D  | PCT.   | GB  | conférence | Domicile | Extérieur |
| --------------------- | -- | -- | ------ | --- | ---------- | -------- | --------- |
| Dream d'Atlanta       | 19 | 15 | 55,9 % | -   | 11-11      | 13-4     | 6-11      |
| Fever de l'Indiana    | 16 | 18 | 47,1 % | 3,0 | 12-10      | 7-10     | 9-8       |
| Mystics de Washington | 16 | 18 | 47,1 % | 3,0 | 11-11      | 8-9      | 8-9       |
| Sky de Chicago        | 13 | 7  | 43,3 % | 4,0 | 14-8       | 9-8      | 6-11      |
| Liberty de New York   | 15 | 19 | 44,1 % | 4,0 | 10-12      | 10-7     | 5-12      |
| Sun du Connecticut    | 13 | 21 | 38,2 % | 6,0 | 8-14       | 9-8      | 4-13      |

| Équipe                | V  | D  | PCT.   | GB   | Conférence | Domicile | Extérieur |
| --------------------- | -- | -- | ------ | ---- | ---------- | -------- | --------- |
| Mercury de Phoenix    | 29 | 5  | 85,3 % | -    | 19-3       | 16-1     | 13-4      |
| Lynx du Minnesota     | 25 | 9  | 73,5 % | 4,0  | 15-7       | 15-2     | 10-7      |
| Stars de San Antonio  | 16 | 18 | 47,1 % | 13,0 | 9-13       | 8-9      | 8-9       |
| Sparks de Los Angeles | 16 | 18 | 47,1 % | 13,0 | 9-13       | 7-10     | 9-8       |
| Storm de Seattle      | 12 | 22 | 35,3 % | 17,0 | 7-15       | 8-9      | 4-13      |
| Shock de Tulsa        | 12 | 22 | 35,3 % | 17,0 | 7-15       | 8-9      | 4-13      |

| Qualifié pour les playoffs |

Avec un 29e succès le 17 août 2014 face au Storm, le Mercury de Phoenix surpasse le record de victoires détenu conjointement avec 28 succès par les Sparks en 2000 et 2001,. Toutefois au pourcentage, le Mercury reste devancé par les Comets de Houston (27 victoires-3 défaites en 1998) et les Sparks de Los Angeles (28 victoires-4 défaites en 2000 et 2001) à une époque où les saisons régulières étaient plus courtes.

### Play-offs

Logo officiel des play-offs WNBA.

Les play-offs débutent le 21 août, les demi-finales et finales de conférence se disputant au meilleure des trois manches avec l'avantage du terrain à l'équipe la mieux classée aux rencontres 1 et 3. Les finales WNBA se jouant au meilleur des cinq rencontres, l'équipe la mieux classée recevant lors des deux premières rencontres et, si nécessaire, lors de la cinquième manche.

#### Tableau récapitulatif
|  | Premier tour (3 matches) | Premier tour (3 matches) | Premier tour (3 matches) |                    |    | Finales de Conférence (3 matches) | Finales de Conférence (3 matches) | Finales de Conférence (3 matches) |  |  | Finales WNBA (5 matches) | Finales WNBA (5 matches) | Finales WNBA (5 matches) |
|  |                          |                          |                          |                    |    |                                   |                                   |                                   |  |  |                          |                          |                          |
|  | E1                       | Dream d'Atlanta          | 1                        |                    |    |                                   |                                   |                                   |  |  |                          |                          |                          |
|  | E4                       | Sky de Chicago           | 2                        |                    |    |                                   |                                   |                                   |  |  |                          |                          |                          |
|  | E4                       | Sky de Chicago           | 2                        |                    | E4 | Sky de Chicago                    | 2                                 |                                   |  |  |                          |                          |                          |
|  | Conférence Est           |                          |                          |                    | E4 | Sky de Chicago                    | 2                                 |                                   |  |  |                          |                          |                          |
|  |                          |                          | E2                       | Fever de l'Indiana | 1  |                                   |                                   |                                   |  |  |                          |                          |                          |
|  | E2                       | Fever de l'Indiana       | E2                       | Fever de l'Indiana | 1  | 2                                 |                                   |                                   |  |  |                          |                          |                          |
|  | E2                       | Fever de l'Indiana       |                          |                    |    | 2                                 |                                   |                                   |  |  |                          |                          |                          |
|  | E3                       | Mystics de Washington    | 0                        |                    |    |                                   |                                   |                                   |  |  |                          |                          |                          |
|  |                          |                          |                          |                    |    |                                   |                                   |                                   |  |  | E4                       | Sky de Chicago           | 0                        |
|  |                          |                          | W1                       | Mercury de Phoenix | 3  |                                   |                                   |                                   |  |  |                          |                          |                          |
|  | W1                       | Mercury de Phoenix       | 2                        |                    |    |                                   |                                   |                                   |  |  |                          |                          |                          |
|  | W4                       | Sparks de Los Angeles    | 0                        |                    |    |                                   |                                   |                                   |  |  |                          |                          |                          |
|  | W4                       | Sparks de Los Angeles    | 0                        |                    | W1 | Mercury de Phoenix                | 2                                 |                                   |  |  |                          |                          |                          |
|  | Conférence Ouest         |                          |                          |                    | W1 | Mercury de Phoenix                | 2                                 |                                   |  |  |                          |                          |                          |
|  |                          |                          | W2                       | Lynx du Minnesota  | 1  |                                   |                                   |                                   |  |  |                          |                          |                          |
|  | W2                       | Lynx du Minnesota        | W2                       | Lynx du Minnesota  | 1  | 2                                 |                                   |                                   |  |  |                          |                          |                          |
|  | W2                       | Lynx du Minnesota        |                          |                    |    | 2                                 |                                   |                                   |  |  |                          |                          |                          |
|  | W3                       | Stars de San Antonio     | 0                        |                    |    |                                   |                                   |                                   |  |  |                          |                          |                          |

### Conférence Est
Après deux rencontres serrées, la seconde allant même en prolongation, le Fever s'impose face aux Mystics dans le sillage de Tamika Catchings qui finit le premier tour avec un total cumulés de 914 points en play-offs qui surpasse le record historique de 908 de Lisa Leslie sur un panier à trois points décisif inscrit à 94 secondes de la fin de la prolongation, ce qui fait dire à sa coach Lin Dunn « Je pense que les records qu'elle a établis jusqu'ici en playoffs me montrent que vous devez la voir comme une des plus grandes joueuses ayant jamais pratiqué notre sport. »
Après avoir été défait à domicile par le Sky, le Dream s'impose à l'extérieur lors de la seconde avec 39 points d'Angel McCoughtry, avec 13 tirs réussis sur 20, tout en forçant Delle Donne à un zéro sur cinq en seconde mi-temps. Lors de la dernière manche, le Dream fait la course en tête pendant trois quart temps avant d'être rejoint sous l'impulsion d'Elena Delle Donne (17 de ses 34 points lors des 10 dernières minutes). Après deux lancers francs manqués par Jasmine Thomas dans la dernière minute, qui auraient donné un avantage de trois points la dernière possession de balle de Chicago, Delle Donne marque un dernier panier pour que le Sky l'emporte d'un point 81 à 80 et se qualifie pour la Finale de conférence.

#### (1) Dream d'Atlanta vs. (4) Sky de Chicago
| 22 août | Game 1 | Dream d'Atlanta 77, Sky de Chicago 80                       | Dream d'Atlanta 77, Sky de Chicago 80 | Dream d'Atlanta 77, Sky de Chicago 80                                                |  | Philips Arena, Atlanta Affluence : 5 985 Arbitres : #38 Lamont Simpson, #11 Lauren Holtkamp, #21 Byron Jarrett | ESPN2 |
| 22 août | Game 1 | Score par quart-temps : 23-18, 14-18, 21-21, 19-23          |                                       |                                                                                      |  | Philips Arena, Atlanta Affluence : 5 985 Arbitres : #38 Lamont Simpson, #11 Lauren Holtkamp, #21 Byron Jarrett | ESPN2 |
| 22 août | Game 1 | Angel McCoughtry (24) Sancho Lyttle (14) Shoni Schimmel (6) | Points Rebonds Passes d.              | Elena Delle Donne (21) Sylvia Fowles (14) Epiphanny Prince, Courtney Vandersloot (7) |  | Philips Arena, Atlanta Affluence : 5 985 Arbitres : #38 Lamont Simpson, #11 Lauren Holtkamp, #21 Byron Jarrett | ESPN2 |

| 24 août | Game 2 | Sky de Chicago 83, Dream d'Atlanta 92                                                | Sky de Chicago 83, Dream d'Atlanta 92 | Sky de Chicago 83, Dream d'Atlanta 92                                      |  | Allstate Arena, Chicago Affluence : 4 546 Arbitres : #42 Roy Gulbeyan, #4 Sue Blauch, #9 Denise Brooks | ESPN2 |
| 24 août | Game 2 | Score par quart-temps : 22-24, 21-20, 18-24, 22-24                                   |                                       |                                                                            |  | Allstate Arena, Chicago Affluence : 4 546 Arbitres : #42 Roy Gulbeyan, #4 Sue Blauch, #9 Denise Brooks | ESPN2 |
| 24 août | Game 2 | Elena Delle Donne (22) Sylvia Fowles, Elena Delle Donne (6) Courtney Vandersloot (8) | Points Rebonds Passes d.              | Angel McCoughtry (39) Sancho Lyttle, Jasmine Thomas (7) Jasmine Thomas (6) |  | Allstate Arena, Chicago Affluence : 4 546 Arbitres : #42 Roy Gulbeyan, #4 Sue Blauch, #9 Denise Brooks | ESPN2 |

| 26 août | Game 3 | Dream d'Atlanta 80, Sky de Chicago 81                     | Dream d'Atlanta 80, Sky de Chicago 81 | Dream d'Atlanta 80, Sky de Chicago 81                                            |  | Philips Arena, Atlanta Affluence : 4 829 Arbitres : #39 Michael Price, #55 Eric Brewton, #31 Amy Bonner | NBA TV |
| 26 août | Game 3 | Score par quart-temps : 30-17, 24-24, 13-10, 13-30        |                                       |                                                                                  |  | Philips Arena, Atlanta Affluence : 4 829 Arbitres : #39 Michael Price, #55 Eric Brewton, #31 Amy Bonner | NBA TV |
| 26 août | Game 3 | Érika de Souza (18) Sancho Lyttle (13) Shoni Schimmel (6) | Points Rebonds Passes d.              | Elena Delle Donne (34) Sylvia Fowles (15) Tamera Young, Courtney Vandersloot (5) |  | Philips Arena, Atlanta Affluence : 4 829 Arbitres : #39 Michael Price, #55 Eric Brewton, #31 Amy Bonner | NBA TV |
| 26 août | Game 3 | Chicago remporte la série 2 victoires à 1.                |                                       |                                                                                  |  | Philips Arena, Atlanta Affluence : 4 829 Arbitres : #39 Michael Price, #55 Eric Brewton, #31 Amy Bonner | NBA TV |

#### (2) Fever de l'Indiana vs. (3) Mystics de Washington
| 21 août | Game 1 | Fever de l'Indiana 78, Mystics de Washington 73               | Fever de l'Indiana 78, Mystics de Washington 73 | Fever de l'Indiana 78, Mystics de Washington 73 |  | Bankers Life Fieldhouse, Indianapolis Affluence : 5576 Arbitres : #8 Daryl Humphrey, #45 Tom Mauer, #9 Denise Brooks | ESPN2 |
| 21 août | Game 1 | Score par quart-temps : 22-13, 8-23, 17-14, 31-23             |                                                 |                                                 |  | Bankers Life Fieldhouse, Indianapolis Affluence : 5576 Arbitres : #8 Daryl Humphrey, #45 Tom Mauer, #9 Denise Brooks | ESPN2 |
| 21 août | Game 1 | Tamika Catchings (22) Erlana Larkins (11) Quatre joueuses (2) | Points Rebonds Passes d.                        | Ivory Latta (22) Kia Vaughn (8) Ivory Latta (5) |  | Bankers Life Fieldhouse, Indianapolis Affluence : 5576 Arbitres : #8 Daryl Humphrey, #45 Tom Mauer, #9 Denise Brooks | ESPN2 |

| 23 août | Game 2 | Mystics de Washington 76, Fever de l'Indiana 81 (OT)  | Mystics de Washington 76, Fever de l'Indiana 81 (OT) | Mystics de Washington 76, Fever de l'Indiana 81 (OT)                           |  | Verizon Center, Washington Affluence : 6124 Arbitres : #55 Eric Brewton, #13 Cameron Inouye, #24 Tony Dawkins | ESPN2 |
| 23 août | Game 2 | Score par quart-temps : 12-16, 15-14, 26-21, 13-15    |                                                      |                                                                                |  | Verizon Center, Washington Affluence : 6124 Arbitres : #55 Eric Brewton, #13 Cameron Inouye, #24 Tony Dawkins | ESPN2 |
| 23 août | Game 2 | Kara Lawson (20) Emma Meesseman (10) Bria Hartley (5) | Points Rebonds Passes d.                             | Tamika Catchings (26) Erlana Larkins, Tamika Catchings (11) Briann January (7) |  | Verizon Center, Washington Affluence : 6124 Arbitres : #55 Eric Brewton, #13 Cameron Inouye, #24 Tony Dawkins | ESPN2 |
| 23 août | Game 2 | Indiana remporte la série 2 victoires à 0.            |                                                      |                                                                                |  | Verizon Center, Washington Affluence : 6124 Arbitres : #55 Eric Brewton, #13 Cameron Inouye, #24 Tony Dawkins | ESPN2 |

#### Finales de conférence: (2) Fever de l'Indiana vs. (4) Sky de Chicago
Lors de la première manche, la Star d'Indiana Tamika Catchings est limitée à 10 points (avec une adresse de 2 sur 12) mais le Fever l'emporte quand même grâce aux bonnes sorties des autres joueuses comme Briann January (19 pts) et Shavonte Zellous (18 pts). Pour Lin Dunn : « La différence dans cette rencontre s'est faite dans notre réussite à trois points. Je pense que January, Zellous et [la rookie] Maggie Lucas se sont montrées dans les instants cruciaux et ont réussi des gros paniers à trois points ». Le Sky n'a remporté que le dernier quart temps, mais l’abattage de Sylvia Fowles (20 points et 14 rebonds) n'a pas suffi.
Lors seconde manche est très serrée, l'arrière du Fever Briann January score 8 points contre 19 l'avant-veille quand les arrières chicagoanes Allie Quigley et Courtney Vandersloot combinent 34 points à 11 tirs réussis sur 25 et 10 passes décisives. Alors que Sylvia Fowles reçoit sa troisième faute à 6 min 34 s de la mi-temps, l'avantage du Fever passe de 6 à 14 points. Mais Fowles marque 21 points après la mi-temps contribuant à 10 points consécutifs du Sky pour recoller au score. Tamera Young réussit le panier de l'égalisation à 1 seconde de la fin du match pour décrocher la prolongation et sauver le Sky de l'élimination directe. Tamika Catchings égalise pour le Fever et ouvre la voie à une seconde prolongation remportée par le Sky.
Le Sky s'impose de la belle 75 à 62. Avec une Elena Delle Donne handicapée par des douleurs au dos, Allie Quigley fait honneur à son titre de meilleure sixième femme de la WNBA en marquant 24 points (4 sur 6 à trois points), dont 10 dans le dernier quart temps pour permettre au Sky de s'imposer 75 à 62. Cette rencontre est la dernière coachée par Lin Dunn qui prend sa retraite en déplorant la fébrilité du Fever (où Catchings a été limitée à 9 points) alors que le Sky « a joué avec un sentiment d'urgence » qui les a fait se surpasser.
| 30 août | Game 1 Vidéo | Fever de l'Indiana 77, Sky de Chicago 70                    | Fever de l'Indiana 77, Sky de Chicago 70 | Fever de l'Indiana 77, Sky de Chicago 70                       |  | Bankers Life Fieldhouse, Indianapolis Affluence : 7 557 Arbitres : #42 Roy Gulbeyan, #9 Denise Brooks, #34 Maj Forsber | NBA TV |
| 30 août | Game 1 Vidéo | Score par quart-temps : 21-18, 21-15, 18-15, 17-22          |                                          |                                                                |  | Bankers Life Fieldhouse, Indianapolis Affluence : 7 557 Arbitres : #42 Roy Gulbeyan, #9 Denise Brooks, #34 Maj Forsber | NBA TV |
| 30 août | Game 1 Vidéo | Briann January (19) Erlana Larkins (8) Tamika Catchings (4) | Points Rebonds Passes d.                 | Sylvia Fowles (20) Sylvia Fowles (14) Courtney Vandersloot (4) |  | Bankers Life Fieldhouse, Indianapolis Affluence : 7 557 Arbitres : #42 Roy Gulbeyan, #9 Denise Brooks, #34 Maj Forsber | NBA TV |

| 1er septembre | Game 2 Vidéo | Sky de Chicago 86 (2OT), Fever de l'Indiana 84                                                | Sky de Chicago 86 (2OT), Fever de l'Indiana 84 | Sky de Chicago 86 (2OT), Fever de l'Indiana 84                 |  | Allstate Arena, Chicago Affluence : 6 019 Arbitres : #18 Kurt Walker, #11 Lauren Holtkamp, #13 Cameron Inouye | NBA TV |
| 1er septembre | Game 2 Vidéo | Score par quart-temps : 16-18, 15-21, 17-13, 23-19                                            |                                                |                                                                |  | Allstate Arena, Chicago Affluence : 6 019 Arbitres : #18 Kurt Walker, #11 Lauren Holtkamp, #13 Cameron Inouye | NBA TV |
| 1er septembre | Game 2 Vidéo | Sylvia Fowles (27) Tamera Young (9) Courtney Vandersloot, Epiphanny Prince, Allie Quigley (5) | Points Rebonds Passes d.                       | Shavonte Zellous (20) Tamika Catchings (14) Briann January (6) |  | Allstate Arena, Chicago Affluence : 6 019 Arbitres : #18 Kurt Walker, #11 Lauren Holtkamp, #13 Cameron Inouye | NBA TV |

| 3 septembre | Game 3 Vidéo | Fever de l'Indiana 62, Sky de Chicago 75                                       | Fever de l'Indiana 62, Sky de Chicago 75 | Fever de l'Indiana 62, Sky de Chicago 75                      |  | Bankers Life Fieldhouse, Indianapolis Affluence : 7 705 Arbitres : #55 Eric Brewton, #4 Sue Blauch, #45 Tom Mauer | NBA TV |
| 3 septembre | Game 3 Vidéo | Score par quart-temps : 11-15, 18-22, 16-15, 17-23                             |                                          |                                                               |  | Bankers Life Fieldhouse, Indianapolis Affluence : 7 705 Arbitres : #55 Eric Brewton, #4 Sue Blauch, #45 Tom Mauer | NBA TV |
| 3 septembre | Game 3 Vidéo | Shavonte Zellous (16) Erlana Larkins (11) Briann January, Tamika Catchings (3) | Points Rebonds Passes d.                 | Allie Quigley (24) Sylvia Fowles (7) Courtney Vandersloot (9) |  | Bankers Life Fieldhouse, Indianapolis Affluence : 7 705 Arbitres : #55 Eric Brewton, #4 Sue Blauch, #45 Tom Mauer | NBA TV |
| 3 septembre | Game 3 Vidéo | Chicago remporte la série 2 victoires à 1.                                     |                                          |                                                               |  | Bankers Life Fieldhouse, Indianapolis Affluence : 7 705 Arbitres : #55 Eric Brewton, #4 Sue Blauch, #45 Tom Mauer | NBA TV |

### Conférence Ouest
Le Lynx remporte le premier tour en deux manches, mettant ainsi fin à la carrière de Becky Hammon (12 points, 4 passes). Dominé dans le premier quart temps, le Lynx l'emporte avec les 31 points (nouveau record personnel en playoffs) de Lindsay Whalen.
Lors de la seconde rencontre du Mercury, Brittney Griner réussit le premier dunk de l'histoire des play-offs WNBA. Après sa petite sortie lors de la première manche, elle marque 21 points avec une adresse parfaite de 9 réussites pour 9 tirs tentés (nouveau record en play-offs), aidant le Phoenix à battre nettement Los Angeles et se qualifier pour les finales de conférence.

#### (1) Mercury de Phoenix vs. (4) Sparks de Los Angeles
| 22 août | Game 1 | Mercury de Phoenix 75, Sparks de Los Angeles 72        | Mercury de Phoenix 75, Sparks de Los Angeles 72 | Mercury de Phoenix 75, Sparks de Los Angeles 72                                             |  | US Airways Center, Phoenix Affluence : 11 591 Arbitres : #4 Sue Blauch, #30 Thomas Nunez, #35 Billy Smith | ESPN2 |
| 22 août | Game 1 | Score par quart-temps : 13-12, 22-22, 21-19, 19-19     |                                                 |                                                                                             |  | US Airways Center, Phoenix Affluence : 11 591 Arbitres : #4 Sue Blauch, #30 Thomas Nunez, #35 Billy Smith | ESPN2 |
| 22 août | Game 1 | Diana Taurasi (34) Candice Dupree (7) Penny Taylor (7) | Points Rebonds Passes d.                        | Candace Parker (22) Candace Parker (7) Epiphanny Prince, Candace Parker, Kristi Toliver (4) |  | US Airways Center, Phoenix Affluence : 11 591 Arbitres : #4 Sue Blauch, #30 Thomas Nunez, #35 Billy Smith | ESPN2 |

| 24 août | Game 2 | Sparks de Los Angeles 68, Mercury de Phoenix 93           | Sparks de Los Angeles 68, Mercury de Phoenix 93 | Sparks de Los Angeles 68, Mercury de Phoenix 93                          |  | Staples Center, Los Angeles Affluence : 7 449 Arbitres : #39 Michael Price, #62 Jeff Wooten, #34 Maj Forsberg | ESPN2 |
| 24 août | Game 2 | Score par quart-temps : 14-30, 19-22, 18-23, 17-18        |                                                 |                                                                          |  | Staples Center, Los Angeles Affluence : 7 449 Arbitres : #39 Michael Price, #62 Jeff Wooten, #34 Maj Forsberg | ESPN2 |
| 24 août | Game 2 | Candace Parker (21) Nneka Ogwumike (6) Kristi Toliver (9) | Points Rebonds Passes d.                        | Brittney Griner (21) Candice Dupree (8) Erin Phillips, Diana Taurasi (7) |  | Staples Center, Los Angeles Affluence : 7 449 Arbitres : #39 Michael Price, #62 Jeff Wooten, #34 Maj Forsberg | ESPN2 |
| 24 août | Game 2 | Phoenix remporte la série 2 victoires à 0.                |                                                 |                                                                          |  | Staples Center, Los Angeles Affluence : 7 449 Arbitres : #39 Michael Price, #62 Jeff Wooten, #34 Maj Forsberg | ESPN2 |

#### (2) Lynx du Minnesota vs. (3) Stars de San Antonio
| 21 août | Game 1 | Lynx du Minnesota 88, Stars de San Antonio 84                            | Lynx du Minnesota 88, Stars de San Antonio 84 | Lynx du Minnesota 88, Stars de San Antonio 84                                  |  | Target Center, Minneapolis Affluence : 8 523 Arbitres : #39 Michael Price, #53 Jeff Smith, #34 Maj Forsberg | ESPN2 |
| 21 août | Game 1 | Score par quart-temps : 24-16, 16-14, 25-23, 23-31                       |                                               |                                                                                |  | Target Center, Minneapolis Affluence : 8 523 Arbitres : #39 Michael Price, #53 Jeff Smith, #34 Maj Forsberg | ESPN2 |
| 21 août | Game 1 | Maya Moore (26) Lindsay Whalen, Rebekkah Brunson (7) Lindsay Whalen (11) | Points Rebonds Passes d.                      | Kayla McBride (20) Danielle Adams (10) Epiphanny Prince, Danielle Robinson (6) |  | Target Center, Minneapolis Affluence : 8 523 Arbitres : #39 Michael Price, #53 Jeff Smith, #34 Maj Forsberg | ESPN2 |

| 23 août | Game 2 | Stars de San Antonio 89, Lynx du Minnesota 94            | Stars de San Antonio 89, Lynx du Minnesota 94 | Stars de San Antonio 89, Lynx du Minnesota 94      |  | AT&T Center, San Antonio Affluence : 7 085 Arbitres : #18 Kurt Walker, #31 Amy Bonner, #8 Daryl Humphrey | ESPN2 |
| 23 août | Game 2 | Score par quart-temps : 28-12, 16-28, 20-27, 25-27       |                                               |                                                    |  | AT&T Center, San Antonio Affluence : 7 085 Arbitres : #18 Kurt Walker, #31 Amy Bonner, #8 Daryl Humphrey | ESPN2 |
| 23 août | Game 2 | Kayla McBride (25) Jayne Appel (8) Danielle Robinson (6) | Points Rebonds Passes d.                      | Lindsay Whalen (26) Maya Moore (8) Maya Moore (10) |  | AT&T Center, San Antonio Affluence : 7 085 Arbitres : #18 Kurt Walker, #31 Amy Bonner, #8 Daryl Humphrey | ESPN2 |
| 23 août | Game 2 | Minnesota remporte la série 2 victoires à 0.             |                                               |                                                    |  | AT&T Center, San Antonio Affluence : 7 085 Arbitres : #18 Kurt Walker, #31 Amy Bonner, #8 Daryl Humphrey | ESPN2 |

#### Finales de conférence:  (1) Mercury de Phoenix vs. (2) Lynx du Minnesota
Lors de la première manche, le Mercury fait forte impression en défense (notamment avec DeWanna Bonner ) en limitant la MVP Maya Moore à 9 points avec une adresse de 33 %. Face à Lindsay Whalen, le Mercury pouvait s'appuyer sur plusieurs joueuses performantes dont Brittney Griner (23 points, 11 rebonds), Diana Taurasi (17 points, 5 passes décisives), Penny Taylor (16 points, 13 rebonds) ou DeWanna Bonner (16 points, 7 rebonds).
Après avoir disputé son plus faible match de l'année l'avant-veille, la MVP Maya Moore se reprend pour inscrire 32 points (dont 13 dans le dernier quart-temps) pour permettre la victoire 82-77 pour permettre au Lynx d'égaliser malgré 18 points et 9 rebonds de Candice Dupree.
Lors de la rencontre décisive, Phoenix prend le meilleur départ en première mi-temps avant que Minnesota ne revienne lors du troisième quart-temps sous l'impulsion de Seimone Augustus. Diana Taurasi conclut à la dernière seconde cette troisième période d'un panier au-delà du milieu de terrain et totalise 31 points, bien secondée par Brittney Griner (22 points, 6 rebonds , 4 passes décisives), DeWanna Bonner et Candice Dupree (14 points chacune). Le Mercury s'impose 96 à 78 sur le Lynx et se qualifie pour les Finales WNBA.
| 29 août | Game 1 Vidéo | Mercury de Phoenix 85, Lynx du Minnesota 71             | Mercury de Phoenix 85, Lynx du Minnesota 71 | Mercury de Phoenix 85, Lynx du Minnesota 71                               |  | US Airways Center, Phoenix Affluence : 10 376 Arbitres : #4 Sue Blauch, #39 Michael Price, #45 Tom Mauer | NBA TV |
| 29 août | Game 1 Vidéo | Score par quart-temps : 23-20, 19-11, 25-16, 18-24      |                                             |                                                                           |  | US Airways Center, Phoenix Affluence : 10 376 Arbitres : #4 Sue Blauch, #39 Michael Price, #45 Tom Mauer | NBA TV |
| 29 août | Game 1 Vidéo | Brittney Griner (23) Penny Taylor (13) Penny Taylor (7) | Points Rebonds Passes d.                    | Lindsay Whalen (25) Rebekkah Brunson (8) Rebekkah Brunson, Maya Moore (3) |  | US Airways Center, Phoenix Affluence : 10 376 Arbitres : #4 Sue Blauch, #39 Michael Price, #45 Tom Mauer | NBA TV |

| 31 août | Game 2 Vidéo | Lynx du Minnesota 82, Mercury de Phoenix 77              | Lynx du Minnesota 82, Mercury de Phoenix 77 | Lynx du Minnesota 82, Mercury de Phoenix 77             |  | Target Center, Minneapolis Affluence : 10 513 Arbitres : #55 Eric Brewton, #31 Amy Bonner, #38 Lamont Simpson | ABC |
| 31 août | Game 2 Vidéo | Score par quart-temps : 9-22, 27-22, 20-18, 26-15        |                                             |                                                         |  | Target Center, Minneapolis Affluence : 10 513 Arbitres : #55 Eric Brewton, #31 Amy Bonner, #38 Lamont Simpson | ABC |
| 31 août | Game 2 Vidéo | Maya Moore (32) Rebekkah Brunson (10) Lindsay Whalen (7) | Points Rebonds Passes d.                    | Diana Taurasi (23) Candice Dupree (9) Diana Taurasi (5) |  | Target Center, Minneapolis Affluence : 10 513 Arbitres : #55 Eric Brewton, #31 Amy Bonner, #38 Lamont Simpson | ABC |

| 2 septembre | Game 3 Vidéo | Mercury de Phoenix 96, Lynx du Minnesota 78             | Mercury de Phoenix 96, Lynx du Minnesota 78 | Mercury de Phoenix 96, Lynx du Minnesota 78                                   |  | US Airways Center, Phoenix Affluence : 9 749 Arbitres : #42 Roy Gulbeyan, #39 Michael Price, #9 Denise Brooks | NBA TV |
| 2 septembre | Game 3 Vidéo | Score par quart-temps : 28-21, 22-21, 22-25, 22-11      |                                             |                                                                               |  | US Airways Center, Phoenix Affluence : 9 749 Arbitres : #42 Roy Gulbeyan, #39 Michael Price, #9 Denise Brooks | NBA TV |
| 2 septembre | Game 3 Vidéo | Diana Taurasi (31) DeWanna Bonner (7) Diana Taurasi (7) | Points Rebonds Passes d.                    | Seimone Augustus (21) Rebekkah Brunson, Lindsay Whalen (8) Lindsay Whalen (6) |  | US Airways Center, Phoenix Affluence : 9 749 Arbitres : #42 Roy Gulbeyan, #39 Michael Price, #9 Denise Brooks | NBA TV |
| 2 septembre | Game 3 Vidéo | Phoenix remporte la série 2 à 1.                        |                                             |                                                                               |  | US Airways Center, Phoenix Affluence : 9 749 Arbitres : #42 Roy Gulbeyan, #39 Michael Price, #9 Denise Brooks | NBA TV |

### Finales WNBA: (1) Mercury de Phoenix vs. (4) Sky de Chicago

Logo officiel des Finales WNBA 2014.

Le Sky de Chicago accède pour la première fois aux Finales WNBA face au Mercury de Phoenix qui ne s'y était plus qualifié depuis 2009, année du dernier titre de la franchise de l'Arizona. Le Mercury s'est imposé deux fois pendant la saison régulière, Elena Delle Donne étant alors blessée. Le rookie de l'année 2013 retrouve en finales la numéro 1 de ce la draft 2013, Brittney Griner,.
La première opposition est dominée sans partage par le Mercury 83 à 62, l'écart étant réalisé en première mi-temps (42 à 20 avec une adresse respective de 64,5% et 22,0 %). Brittney Griner limite l'impact de Sylvia Fowles (8 tirs réussis sur 20 avec trois contres sur elle en début de matche par Griner), alors qu'Elena Delle Donne blessée au dos ne joue que 10 minutes pour 2 points. Héros de la rencontre précédente, Alley Quigley marque 13 points pour le Sky, mais avec seulement 4 tirs réussis sur 15. Diana Taurasi inscrits 19 points et 11 distribue passes décisives. Avec 8 contres réussis, dont 5 dans le premier quart-temps, Brittney Griner établit un nouveau record de contres dans un match des Finales WNBA et dans un quart-temps de match des Finales WNBA.
Malgré un jeu rugueux contre Brittney Griner qui y perd une dent, la jeune pivot reste dans la rencontre et éclipse Sylvia Fowles (4 points, 5 rebonds contre 19 points et 6 rebonds). Les 22 points d'une Elena Delle Donne de retour ne peuvent empêcher le Mercury de s'imposer à chaque quart-temps avec chaque joueuse du cinq de départ à 10 points ou plus, dont Diana Taurasi à 18 avec 3 tirs à trois points réussis sur 5. Avec ses 18 points, elle dépasse les 256 points inscrits en carrière en Finales WNBA par Deanna Nolan, détentrice jusque-là de la seconde performance de l'histoire de la ligue.  Cet écart de 29 points est le plus important d'une série finale, surpassant les 28 des Sparks de Los Angeles contre le Sting de Charlotte (82-54) le 1er septembre 2014 et la seconde d'un match de play-offs après les 31 points d'écart entre les Sparks et les Monarchs de Sacramento (93-62) le 27 août 2014.
La troisième manche se déroule à Chicago, mais le Sky ne peut jouer dans son habituelle salle de la Allstate Arena, utilisée pour un concert de Musique country de Garth Brooks, mais le site des premières saisons de la franchise, le UIC Pavilion. Sans leur pivot Brittney Griner forfait après une blessure à l'œil à la rencontre précédente, le Mercury peut compter sur Diana Taurasi et Candice Dupree qui inscrivent 24 points chacune pour battre le Sky 87 à 82 et remporter un troisième titre WNBA. Déjà membre de l'équipe championne en 2007 et 2009, DeWanna Bonner marque 12 points. En face, Elena Delle Donne score 23 points, Sylvia Fowles 20 points et Allie Quigley 19, mais Chicago doit s'incliner dans la dernière minute.
| 7 septembre, 15h30 ET | Game 1 Vidéo | Mercury de Phoenix 83, Sky de Chicago 62                   | Mercury de Phoenix 83, Sky de Chicago 62 | Mercury de Phoenix 83, Sky de Chicago 62                       |  | US Airways Center, Phoenix Affluence : 13 263 Arbitres : #42 Roy Gulbeyan, #38 Lamont Simpson, #31 Amy Bonner | ABC |
| 7 septembre, 15h30 ET | Game 1 Vidéo | Score par quart-temps : 15-8, 27-12, 14-14, 27-28          |                                          |                                                                |  | US Airways Center, Phoenix Affluence : 13 263 Arbitres : #42 Roy Gulbeyan, #38 Lamont Simpson, #31 Amy Bonner | ABC |
| 7 septembre, 15h30 ET | Game 1 Vidéo | Candice Dupree (26) Brittney Griner (7) Diana Taurasi (11) | Points Rebonds Passes d.                 | Sylvia Fowles (19) Sylvia Fowles (11) Courtney Vandersloot (5) |  | US Airways Center, Phoenix Affluence : 13 263 Arbitres : #42 Roy Gulbeyan, #38 Lamont Simpson, #31 Amy Bonner | ABC |

| 9 septembre, 9h00 ET | Game 2 Vidéo | Mercury de Phoenix 97, Sky de Chicago 68               | Mercury de Phoenix 97, Sky de Chicago 68 | Mercury de Phoenix 97, Sky de Chicago 68                          |  | US Airways Center, Phoenix Affluence : 13 348 Arbitres : #4 Sue Blauch, #18 Kurt Walker, #55 Eric Brewton | ESPN |
| 9 septembre, 9h00 ET | Game 2 Vidéo | Score par quart-temps : 21-14, 30-22, 23-15, 23-17     |                                          |                                                                   |  | US Airways Center, Phoenix Affluence : 13 348 Arbitres : #4 Sue Blauch, #18 Kurt Walker, #55 Eric Brewton | ESPN |
| 9 septembre, 9h00 ET | Game 2 Vidéo | Brittney Griner (19) Penny Taylor (8) Penny Taylor (6) | Points Rebonds Passes d.                 | Elena Delle Donne (22) Sylvia Fowles (5) Courtney Vandersloot (4) |  | US Airways Center, Phoenix Affluence : 13 348 Arbitres : #4 Sue Blauch, #18 Kurt Walker, #55 Eric Brewton | ESPN |

| 12 septembre, 20h ET | Game 3 Vidéo | Sky de Chicago 82, Mercury de Phoenix 87                           | Sky de Chicago 82, Mercury de Phoenix 87 | Sky de Chicago 82, Mercury de Phoenix 87                                 |  | UIC Pavilion, Chicago Affluence : 7 365 Arbitres : #39 Michael Price, #9 Denise Brooks, #34 Maj Forsberg | ESPN2 |
| 12 septembre, 20h ET | Game 3 Vidéo | Score par quart-temps : 22-22, 21-23, 20-16, 19-26                 |                                          |                                                                          |  | UIC Pavilion, Chicago Affluence : 7 365 Arbitres : #39 Michael Price, #9 Denise Brooks, #34 Maj Forsberg | ESPN2 |
| 12 septembre, 20h ET | Game 3 Vidéo | Elena Delle Donne (23) Sylvia Fowles (8) Courtney Vandersloot (11) | Points Rebonds Passes d.                 | Candice Dupree, Diana Taurasi (24) DeWanna Bonner (9) Candice Dupree (6) |  | UIC Pavilion, Chicago Affluence : 7 365 Arbitres : #39 Michael Price, #9 Denise Brooks, #34 Maj Forsberg | ESPN2 |
| 12 septembre, 20h ET | Game 3 Vidéo | Phoenix remporte les finales 3 à 0.                                |                                          |                                                                          |  | UIC Pavilion, Chicago Affluence : 7 365 Arbitres : #39 Michael Price, #9 Denise Brooks, #34 Maj Forsberg | ESPN2 |

#### Audiences
Les Finales obtiennent une audience en hausse de 91 % avec 659 000 téléspectateurs sur ABC, ESPN et ESPN2 contre 345 000 en 2013.

## Statistiques et récompenses

### Leaders de la saison régulière

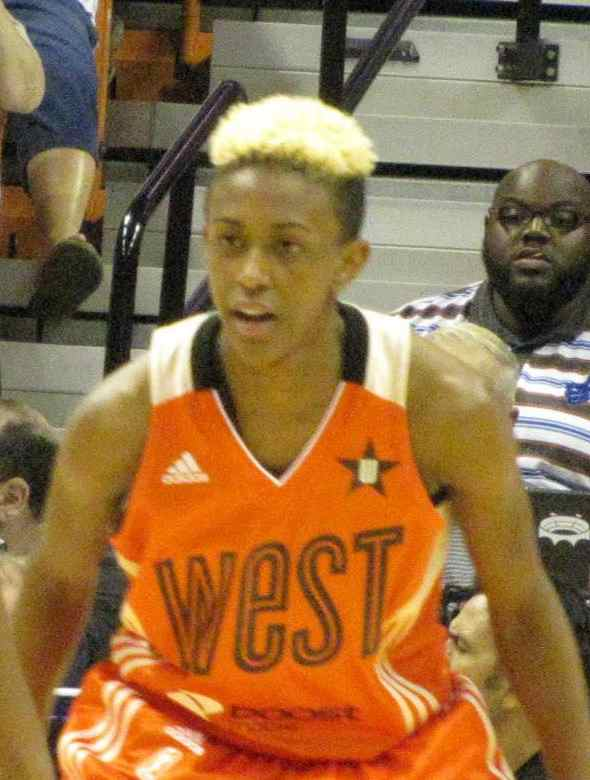
Danielle Robinson, joueuse la plus adroite aux lancers-francs.

| Catégorie                  | Joueuse           | Équipe               | Statistiques |
| -------------------------- | ----------------- | -------------------- | ------------ |
| Points par match           | Maya Moore        | Lynx du Minnesota    | 23,9         |
| Rebonds par match          | Courtney Paris    | Shock de Tulsa       | 10,2         |
| Passes décisives par match | Diana Taurasi     | Mercury de Phoenix   | 5,6          |
| Interceptions par match    | Angel McCoughtry  | Dream d'Atlanta      | 2,39         |
| Contres par match          | Brittney Griner   | Mercury de Phoenix   | 3,79         |
| % aux tirs                 | Erlana Larkins    | Fever de l'Indiana   | 59,9 %       |
| % à 3 points               | Erin Phillips     | Mercury de Phoenix   | 44,9 %       |
| % aux lancers francs       | Danielle Robinson | Stars de San Antonio | 94,1 %       |

### Récompenses individuelles
| trophée                                 | Joueuse         | Équipe               |
| --------------------------------------- | --------------- | -------------------- |
| Meilleure joueuse de la saison          | Maya Moore      | Lynx du Minnesota    |
| MVP des Finales                         | Diana Taurasi   | Mercury de Phoenix   |
| Rookie de l'année                       | Chiney Ogwumike | Sun du Connecticut   |
| Meilleure défenseure de la saison       | Brittney Griner | Mercury de Phoenix   |
| Meilleure sixième femme de la WNBA      | Allie Quigley   | Sky de Chicago       |
| Meilleure progression des joueuses WNBA | Skylar Diggins  | Shock de Tulsa       |
| Entraîneur de l'année                   | Sandy Brondello | Mercury de Phoenix   |
| Trophée Kim Perrot de la sportivité     | Becky Hammon    | Stars de San Antonio |

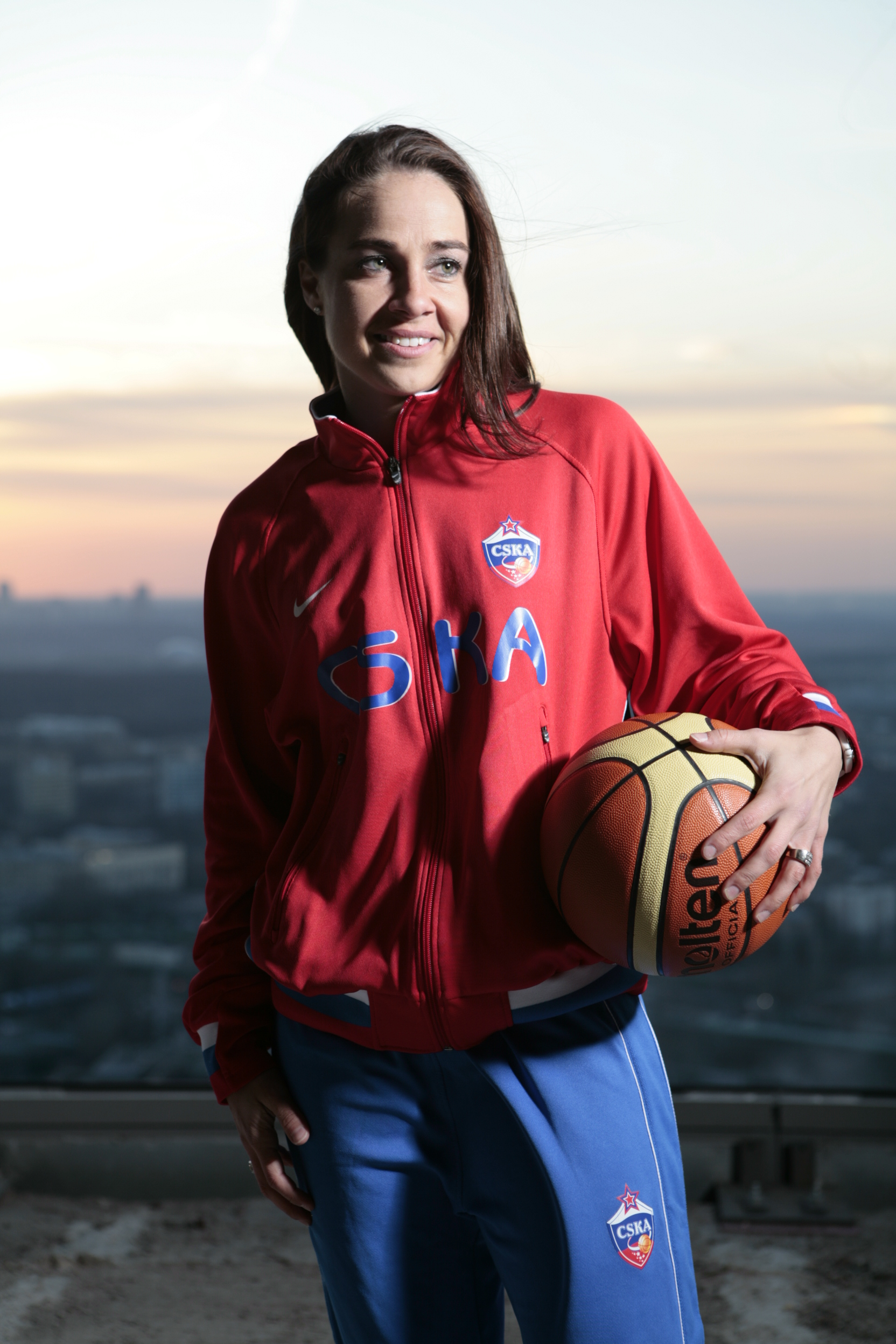
Becky Hammon (ici en 2009) reçoit le trophée de la sportivité.

La WNBA désigne également deux meilleures équipes de la ligue, deux meilleures équipes défensives et l'équipe des débutantes.  
| trophée                   | Joueuse, Équipe, Points |
| ------------------------- | --- |

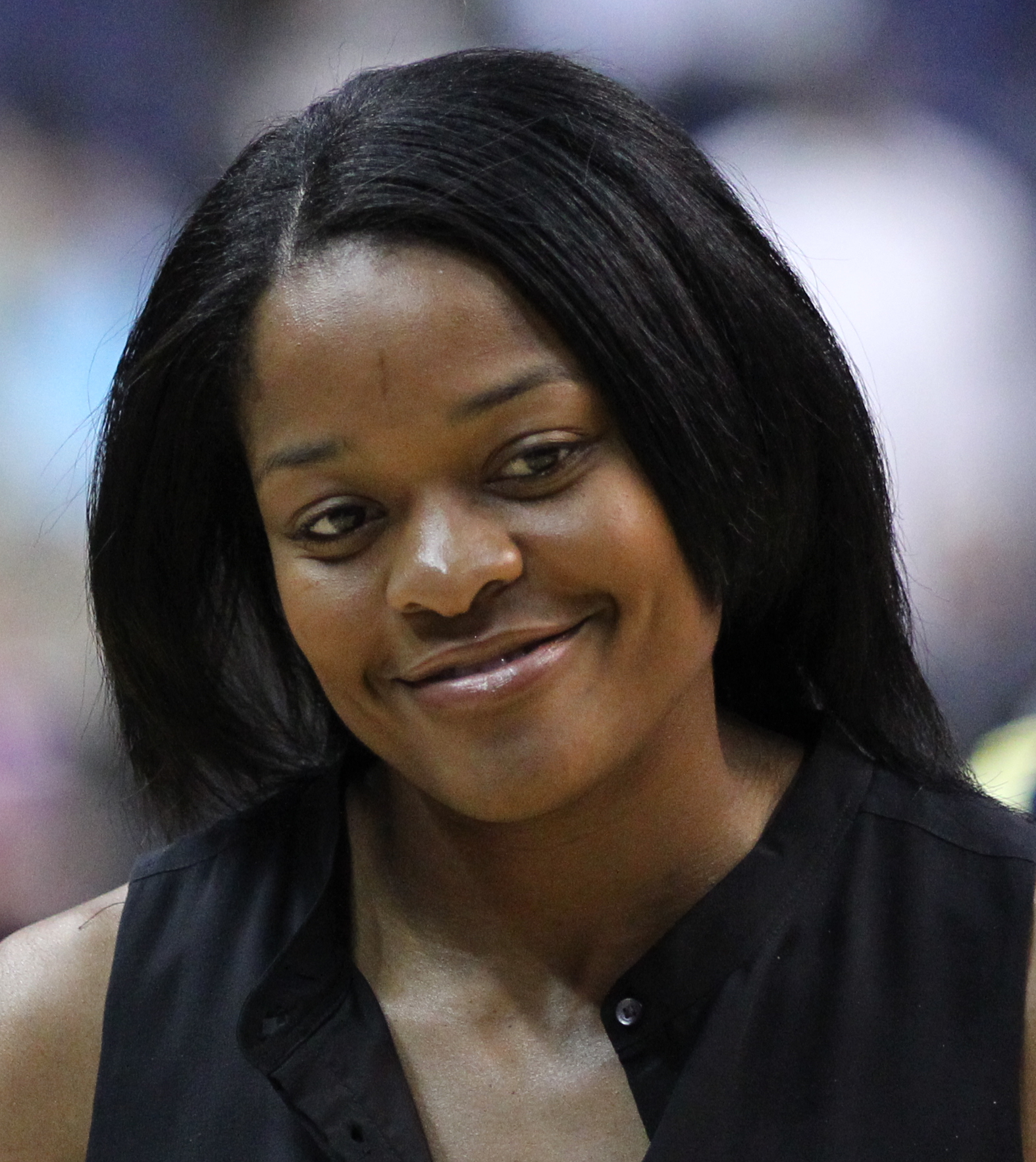
Alana Beard (ici en 2011), figure parmi les meilleures défenseures de la WNBA.

| Meilleur cinq             | Maya Moore, Lynx du Minnesota, 180 points Candace Parker, Sparks de Los Angeles, 116 points Brittney Griner, Mercury de Phoenix, 170 points Diana Taurasi, Mercury de Phoenix, 171 points Skylar Diggins, Storm de Seattle, 140 points                                                     |
| Second cinq               | Angel McCoughtry, Dream d'Atlanta, 90 points Nneka Ogwumike, Sparks de Los Angeles, 45 points Tina Charles, Liberty de New York, 88 points Lindsay Whalen, Lynx du Minnesota, 116 points Danielle Robinson, Stars de San Antonio, 27 points Seimone Augustus, Lynx du Minnesota, 27 points |
| All-Defensive First Team  | Brittney Griner, Mercury de Phoenix, 55 points Sancho Lyttle, Dream d'Atlanta, 45 points Briann January, Fever de l'Indiana, 34 points Angel McCoughtry , Dream d'Atlanta, 30 points Tanisha Wright, Storm de Seattle, 30 points                                                           |
| All-Defensive Second Team | Alana Beard, Sparks de Los Angeles, 29 points Tamika Catchings, Fever de l'Indiana, 29 points Danielle Robinson, Stars de San Antonio, 27 points Sylvia Fowles, Sky de Chicago, 17 points Maya Moore, Lynx du Minnesota, 17 points                                                         |
| WNBA All-Rookie Team      | Chiney Ogwumike, Sun du Connecticut, 11 points Odyssey Sims, Shock de Tulsa, 11 points Kayla McBride, Stars de San Antonio, 11 points Bria Hartley, Mystics de Washington, 9 points Alyssa Thomas, Sun du Connecticut, 7 points                                                            |

### Récompenses
La WNBA désigne au cours de la saison régulière des récompenses individuelles, comme la meilleure joueuse de la semaine ou la meilleure joueuse du mois.
Chaque semaine, la WNBA élit la meilleure joueuse dans chacune des deux conférences.
| Semaine              | Conférence Est       | Conférence Est        | Conférence Ouest    | Conférence Ouest      |
| Semaine              | Joueuse              | Franchise             | Joueuse             | Franchise             |
| -------------------- | -------------------- | --------------------- | ------------------- | --------------------- |
| 21 mai au 27 mai     | Elena Delle Donne    | Sky de Chicago        | Maya Moore          | Lynx du Minnesota     |
| 28 mai au 2 juin     | Briann January       | Fever de l'Indiana    | Lindsay Whalen      | Lynx du Minnesota     |
| 3 au 9 juin          | Érika de Souza       | Dream d'Atlanta       | Diana Taurasi       | Mercury de Phoenix    |
| 10 au 16 juin        | Alex Bentley         | Dream d'Atlanta       | Skylar Diggins      | Shock de Tulsa        |
| 17 au 23 juin        | Angel McCoughtry     | Dream d'Atlanta       | Brittney Griner     | Mercury de Phoenix    |
| 24 au 30 juin        | Sancho Lyttle        | Dream d'Atlanta       | Nneka Ogwumike      | Sparks de Los Angeles |
| 1er au 7 juillet     | Tina Charles         | Liberty de New York   | Diana Taurasi (2)   | Mercury de Phoenix    |
| 8 au 14 juillet      | Angel McCoughtry (2) | Dream d'Atlanta       | Maya Moore (2)      | Lynx du Minnesota     |
| 15 au 21 juillet     | Tamika Catchings     | Fever de l'Indiana    | Maya Moore (3)      | Lynx du Minnesota     |
| 22 au 28 juillet     | Ivory Latta          | Mystics de Washington | Maya Moore (4)      | Lynx du Minnesota     |
| 29 juillet au 4 août | Tina Charles (2)     | Liberty de New York   | Maya Moore (5)      | Lynx du Minnesota     |
| 5 au 11 août         | Allie Quigley        | Sky de Chicago        | Brittney Griner (2) | Mercury de Phoenix    |
| 12 au 17 août        | Shoni Schimmel       | Dream d'Atlanta       | Kristi Toliver      | Sparks de Los Angeles |

Chaque mois, la WNBA élit la meilleure joueuse dans chacune des deux conférences.
| Mois    | Conférence Est    | Conférence Est      | Conférence Ouest | Conférence Ouest   |
| Mois    | Joueuse           | Franchise           | Joueuse          | Franchise          |
| ------- | ----------------- | ------------------- | ---------------- | ------------------ |
| mai     | Elena Delle Donne | Sky de Chicago      | Maya Moore       | Lynx du Minnesota  |
| juin    | Angel McCoughtry  | Dream d'Atlanta     | Diana Taurasi    | Mercury de Phoenix |
| juillet | Tina Charles      | Liberty de New York | Maya Moore (2)   | Lynx du Minnesota  |
| août    | Tamika Catchings  | Fever de l'Indiana  | Maya Moore (3)   | Lynx du Minnesota  |

De même, chaque mois, la WNBA élit la meilleure rookie (débutante) de la ligue.
| Mois    | Joueuse             | Franchise          |
| ------- | ------------------- | ------------------ |
| mai     | Chiney Ogwumike     | Sun du Connecticut |
| juin    | Chiney Ogwumike (2) | Sun du Connecticut |
| juillet | Odyssey Sims        | Shock de Tulsa     |
| août    | Odyssey Sims (2)    | Shock de Tulsa     |